# Fly Away from Here
«Fly Away from Here» — второй сингл американской рок-группы Aerosmith с альбома Just Push Play, выпущенный 2 июня 2001 года. Авторами песни являются Марти Фредериксон и Тодд Чапмен, что делает её единственной с альбома, которую не написал Стивен Тайлер либо Джо Перри.
Сингл, как и альбом в целом, получил смешанные отзывы. Критики отметили вторичность песни, а гитарные соло, клише и устаревшее звучание, согласно обзору NME, поначалу «вызывают тошноту». В отзыве Billboard и Rolling Stone отметили схожесть песни с хитом группы «I Don’t Want to Miss a Thing» — всю ту же эскапистскую лирику и высокий вокал Тайлера.
В американских чартах сингл достиг 24 места в Billboard Mainstream Top 40 и 36 место Billboard Adult Top 40, где продержался всего 3 недели.
В съемках видеоклипа на песню принимала участие актриса Джессика Бил и младшая дочка Тайлера Челси, которая сыграла своего отца в молодости.

## Позиции в чартах
| Чарт (2001)                                    | Наивысшая позиция |
| ---------------------------------------------- | ----------------- |
| Италия (FIMI)                                  | 40                |
| Нидерланды (Dutch Tipparade 40)                | 24                |
| Нидерланды (Single Top 100)                    | 99                |
| Швейцария (Schweizer Hitparade)                | 94                |
| США (Billboard Bubbling Under Hot 100 Singles) | 3                 |
| США (Billboard Mainstream Top 40)              | 24                |
| США (Billboard Adult Top 40)                   | 36                |